# سلیمه غزالی
سلیمه غزالی (انگلیسی: Salima Ghezali؛ زاده ۱۹۵۸) روزنامه‌نگار اهل الجزایر است. غزالی از اعضای مؤسس زنان در اروپا و مغرب و انجمن پیشرفت زنان و سردبیر مجله‌های زنان بوده‌است.

## فعالیت‌ها
سلیمه غزالی رئیس انجمن پیشرفت زنان و سردبیر مجله زنان ان‌وای‌اس‌اس‌آی (NYSSA) که خود بنیانگذار این مجله بود، او همچنین سردبیر هفته‌نامه فرانسوی ملت است. وی یک فعال حقوق زنان، حقوق بشر و دموکراسی در الجزایر است.
او در سال ۱۹۹۷ برندهٔ جوایزی همچون جایزه اولاف پالمه و جایزه ساخاروف شده‌است.